# Baby's Alright
『Baby's Alright』（ベイビーズ オールライト）は、[Alexandros]の楽曲。2022年7月13日にユニバーサルミュージックから8枚目のフル・アルバム『But wait. Cats?』の収録曲として発売された。アルバムの発売に先駆け、同年7月7日に先行配信された。

## 概要
- 本曲は、テレビ朝日系木曜ドラマ『六本木クラス』の主題歌である[4][5][6][7]。
  - 同タイアップの起用に対して、同ドラマのプロデューサーである大江達樹は「『梨泰院クラス』でもOSTが非常に大きな話題となりましたが『六本木クラス』でジャパンオリジナルのOSTを作るとしたら、世界で通用するカッコいい曲を連発している[Alexandros]さんしかないと確信し、オファーしました」とオファーの経緯を明かした[4][7]。
  - また、大江は「刺激的な六本木の街を舞台に巨大な権力に戦いを挑む主人公たちの姿を、力強く疾走感あふれるサウンドで表現している、まさに理屈抜きでカッコいい曲です! この曲が六本木クラスの世界に流れる事を想像すると、胸の高鳴りを抑えられません!」とコメントした[5][6]。
  - 自身がドラマの主題歌を務めるのは、2019年のNHK総合ドラマ10『ミス・ジコチョー〜天才・天ノ教授の調査ファイル〜』主題歌である「あまりにも素敵な夜だから」[10]以来、約3年振りである。
- 2022年6月29日、同ドラマとのコラボMVが公開された[8][9]。
  - 同MVにて、本曲の音源が解禁となった[8][9]。
- 同年7月7日、後述のアルバムの発売に先駆け、各配信サイトにて先行配信された[8][9]。
  - 配信開始時間は、当日の0時からではなく、同ドラマ放送終了後の22時からの配信となった[8][9]。
  - 先行配信のジャケット写真は、同ドラマとコラボした写真となっている[8][9]。
- 同年7月13日、自身の8thアルバム『But wait. Cats?』の収録曲として発売された[4][5][6][7]。
- 同日、本曲のミュージック・ビデオが公開された[11]。
- 同年7月15日、テレビ朝日系『ミュージックステーション』にて、本曲をテレビ初披露した[12]。
  - 同回には、同ドラマの主演の竹内涼真とヒロインの新木優子がスタジオに出演し、[Alexandros]にエールを送った[13]。

## チャート成績
- オリコンチャート
  - 2022年7月8日付の「オリコンデイリー デジタルシングル（単曲）ランキング」で初登場9位を獲得した[1]。
- Billboard JAPAN
  - 2022年7月13日公開の「Billboard Japan Download Songs」で週間47位を獲得した[2]。
  - 2022年7月20日公開の「Billboard Japan Hot 100」で週間77位を獲得した[3]。

## クレジット

### 作詞・作曲・編曲
- 作詞・作曲：川上洋平
- 編曲：[Alexandros], Gabe Wax

## タイアップ
- テレビ朝日系木曜ドラマ『六本木クラス』主題歌[4][5][6][7]

## 収録作品

### アルバム
- 8thアルバム『But wait. Cats?』
- サウンドトラック『テレビ朝日系木曜ドラマ「六本木クラス」オリジナル・サウンドトラック』[14]